# Xílovo (Novossibirsk)
|  | Per a altres significats, vegeu «Xílovo». |

Xílovo (en rus: Шилово) és un poble de l'óblast de Novossibirsk, a Rússia, que en el cens del 2010 tenia 179 habitants, pertany al districte de Novossibirsk.